# Brockley (Somerset)
Pour les articles homonymes, voir Brockley (homonymie).
Brockley est une paroisse civile et un village du Somerset, en Angleterre.